# Azaleh
Azaleh (ζ Aurigae / ζ Aur / 8 Aurigae) es una estrella en la constelación de Auriga situada a unos 790 años luz del sistema solar. También se la conoce por los nombres de Haedus, Saclateri y Sadatoni. Es una binaria eclipsante cuyo brillo varía entre magnitud aparente +3,70 y +3,99 con un período de 972,16 días —2,66 años—.
La estrella principal, Azaleh A, es una gigante luminosa de color anaranjado y tipo espectral K4II.
Con una temperatura de 3950 K, brilla con una luminosidad —considerada la radiación emitida en el infrarrojo— equivalente a 4800 soles.
De considerable tamaño, su radio es 148 veces más grande que el radio solar y tiene una masa casi 6 veces mayor que la del Sol.
A una distancia media de 4,2 UA de la componente A se halla Azaleh B, estrella blanco-azulada de la secuencia principal de tipo espectral B8V y 15.300 K de temperatura.
Es 1000 veces más luminosa que el Sol, considerando en este caso una fracción importante de energía emitida en el rango del ultravioleta. Su masa es algo menor que la componente principal, 4,8 masas solares, pero su tamaño sí es significativamente menor —4,5 radios solares—.
El sistema tiene una edad aproximada de 80 millones de años.
La orientación del plano orbital, inclinado 3º respecto a la línea de visión, propicia que se produzca un eclipse cuando la estrella azul queda oculta detrás de la gigante naranja. La variación de brillo, aunque pequeña, es observable a simple vista.
Su condición de estrella binaria fue establecida en 1931-32 por los astrónomos Josef Hopmann y Heribert Schneller.